# Green Bay Packers 2005
La stagione 2005 dei Green Bay Packers è stata la 85ª della franchigia nella National Football League. Con un bilancio finale di 4-12 la squadra mancò l'accesso ai playoff per la prima volta dal 2000 ed ebbe il suo peggior record dal 1991.
I Packers subirono infortuni ai wide receiver Javon Walker e Robert Ferguson e ai running back Ahman Green, Najeh Davenport, Tony Fisher e Samkon Gado. Come risultato della stagione negativa, la maggior parte dello staff fu licenziato, incluso il capo-allenatore Mike Sherman.

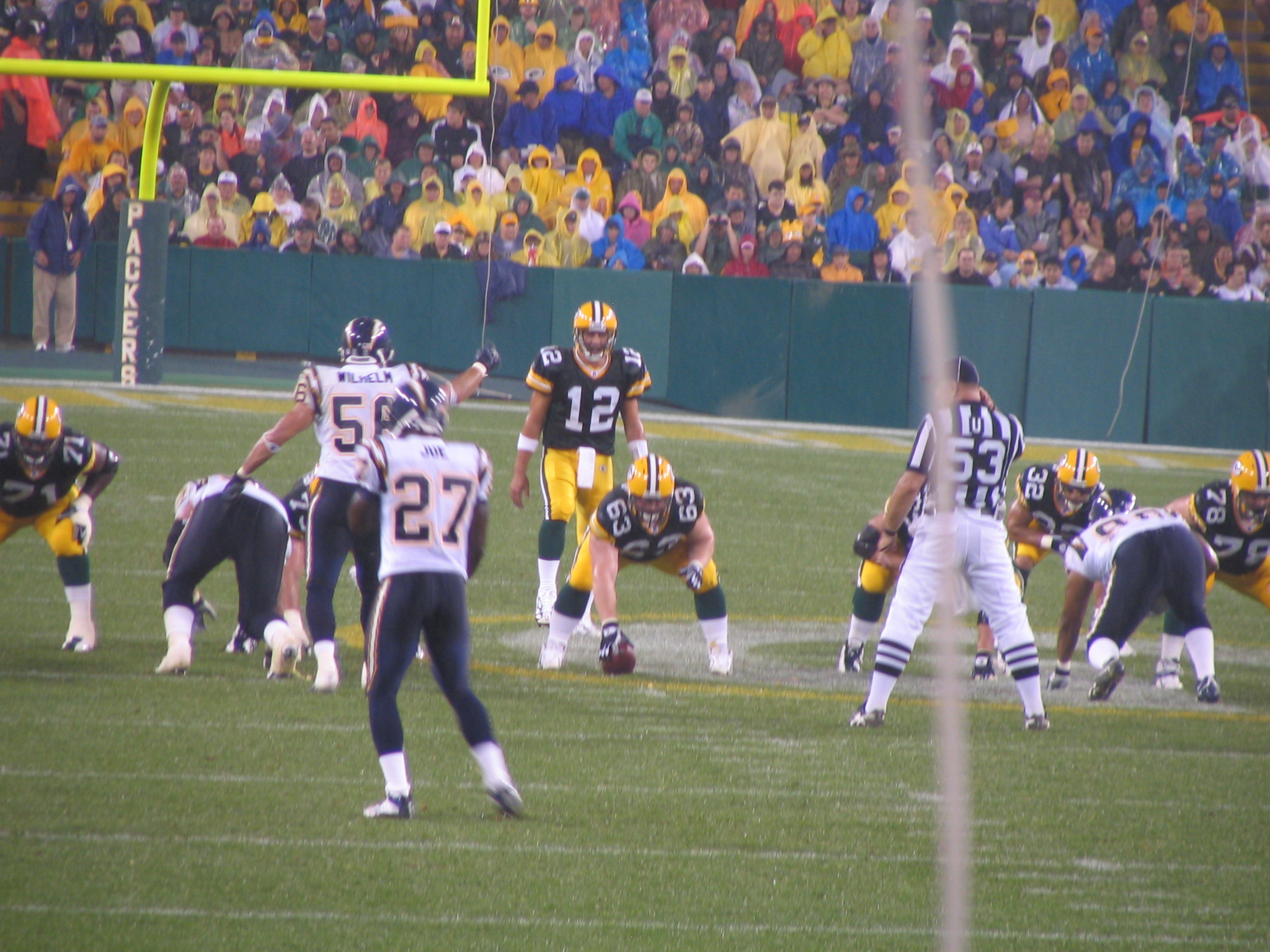
La gara di pre-stagione contro i Chargers in cui Aaron Rodgers vestì per la prima volta la maglia di Green Bay

## Roster
| Roster dei Green Bay Packers nel 2005 |
| --- |
| Quarterback - Brett Favre - Aaron Rodgers - Craig Nall Running Back - Tony Fisher - Samkon Gado - William Henderson FB - Vonta Leach FB Wide Receiver - Antonio Chatman - Donald Driver - Robert Ferguson - Rod Gardner - Jamal Jones Tight End - Bubba Franks - Donald Lee - David Martin Offensive Linemen - Chad Clifton T - Mike Flanagan C - Adrian Klemm G - Grey Ruegamer G - Mark Tauscher T - Scott Wells C - Chris White C - Will Whitticker G Defensive Linemen - Colin Cole DT - Kabeer Gbaja-Biamila DE - Aaron Kampman DE - Grady Jackson DT - Cullen Jenkins DT - Michael Montgomery DE - Kenny Peterson DT Linebacker - Nick Barnett MLB - Na'il Diggs OLB - John Leake OLB - Paris Lenon MLB - Roy Manning OLB - Robert Thomas OLB Defensive Back - Ahmad Carroll CB - Nick Collins FS - Todd Franz SS - Al Harris CB - Mike Hawkins CB - Mark Roman FS - Jerron Wishom CB Special Team - Rob Davis LS - Ryan Flinn P - Ryan Longwell K Lista delle riserve - Kurt Campbell LB (IR) - Najeh Davenport RB (IR) - Ahman Green RB (IR) - Terrence Murphy WR (IR) - Brady Poppinga OLB (IR) - Javon Walker WR (IR) - B.J. Sander P (IR) - Jeremy Thornburg S (IR) - Chaz Williams RB (IR) Squadra di allenamento - Vince Butler WR - Ran Carthon RB - Jimmy Dixon FB - Therrian Fontenot CB - Tory Humphrey TE - Chad Lucas WR - Tim McGill DT |
| Legenda - I rookie sono in corsivo. - Il primo ruolo è il principale mentre gli eventuali successivi indicano i ruoli secondari. - (IR) sta per Injured Reserve ed indica la lista ristretta per un solo giocatore infortunato che può tornare ad allenarsi dopo la settimana 6 e a rientrare in prima squadra dopo che questa ha giocato 8 partite. - (NF-Inj.) / (NF-Ill.) stanno rispettivamente per Non-Football Injured e Non-Football Illness ed indicano le liste dove viene inserito un giocatore che ha un infortunio o una malattia non dipendente dal football americano. - (PUP) sta per Physically Unable to Perform ed indica la lista dove viene inserito un giocatore mentre è in attesa di recuperare la condizione fisica. Nella stagione regolare dopo la sesta partita giocata dalla propria squadra, il giocatore ha tempo tre settimane per riprendere ad allenarsi, più tre settimane aggiuntive dal suo rientro agli allenamenti per rientrare in prima squadra. |

## Calendario
| Stagione regolare |                    |                        |                    |                    |                              |                    |
| Turno             | Data               | Avversario             | Risultato          | Record             | Stadio                       | Pubblico           |
| 1                 | 11 settembre       | at Detroit Lions       | S 3–17             | 0–1                | Ford Field                   | 61,877             |
| 2                 | 18 settembre       | Cleveland Browns       | S 24–26            | 0–2                | Lambeau Field                | 70,400             |
| 3                 | 25 settembre       | Tampa Bay Buccaneers   | S 16–17            | 0–3                | Lambeau Field                | 70,518             |
| 4                 | 3 ottobre          | at Carolina Panthers   | S 29–32            | 0–4                | Bank of America Stadium      | 73,657             |
| 5                 | 9 ottobre          | New Orleans Saints     | V 52–3             | 1–4                | Lambeau Field                | 70,580             |
| 6                 | Settimana di pausa | Settimana di pausa     | Settimana di pausa | Settimana di pausa | Settimana di pausa           | Settimana di pausa |
| 7                 | 23 ottobre         | at Minnesota Vikings   | S 20–23            | 1–5                | Hubert H. Humphrey Metrodome | 64,278             |
| 8                 | 30 ottobre         | at Cincinnati Bengals  | S 14–21            | 1–6                | Paul Brown Stadium           | 65,940             |
| 9                 | 6 novembre         | Pittsburgh Steelers    | S 10–20            | 1–7                | Lambeau Field                | 70,607             |
| 10                | 13 novembre        | at Atlanta Falcons     | V 33–25            | 2–7                | Georgia Dome                 | 71,001             |
| 11                | 21 novembre        | Minnesota Vikings      | S 17–20            | 2–8                | Lambeau Field                | 70,610             |
| 12                | 27 novembre        | at Philadelphia Eagles | S 14–19            | 2–9                | Lincoln Financial Field      | 67,665             |
| 13                | 4 dicembre         | at Chicago Bears       | S 7–19             | 2–10               | Soldier Field                | 62,177             |
| 14                | 11 dicembre        | Detroit Lions          | V 16–13 (DTS)      | 3–10               | Lambeau Field                | 70,019             |
| 15                | 19 dicembre        | at Baltimore Ravens    | S 3–48             | 3–11               | M&T Bank Stadium             | 70,604             |
| 16                | 25 dicembre        | Chicago Bears          | S 17–24            | 3–12               | Lambeau Field                | 69,757             |
| 17                | 1 gennaio          | Seattle Seahawks       | V 23–17            | 4–12               | Lambeau Field                | 69,928             |

Note: gli avversari della propria division sono in grassetto.

## Classifiche
| NFL North         |    |    |   |      |     |      |     |     |     |
|                   | V  | S  | P | %    | DIV | CONF | PF  | PS  | STR |
| (2) Chicago Bears | 11 | 5  | 0 | .688 | 5–1 | 10–2 | 260 | 202 | S1  |
| Minnesota Vikings | 9  | 7  | 0 | .563 | 5–1 | 8–4  | 306 | 344 | V1  |
| Detroit Lions     | 5  | 11 | 0 | .313 | 1–5 | 3–9  | 254 | 345 | S1  |
| Green Bay Packers | 4  | 12 | 0 | .250 | 1–5 | 4–8  | 298 | 344 | V1  |